# گل‌کوب سرسرخ
گل‌کوب سرسرخ (نام علمی: Dicaeum trochileum) نام یک گونه از سرده گل‌کوب‌های اصلی است.